# Ophiocomina nigra
Az Ophiocomina nigra a kígyókarúak (Ophiuroidea) osztályának Ophiacanthida rendjébe, ezen belül az Ophiotomidae családjába tartozó faj.
Az Ophiocomina kígyókarúnem egyetlen faja, mivel a másik idesorolt fajt, az Ophiocomina australis-t áthelyezték a Clarkcoma nembe Clarkcoma australis név alatt.

## Előfordulása

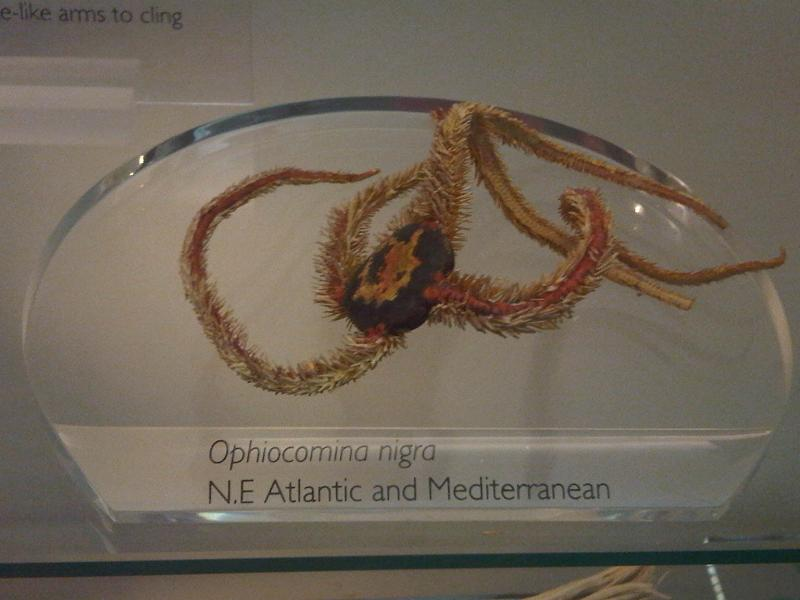
Egy példány a londoni Természettudományi Múzeumban

Az Ophiocomina nigra előfordulási területe az Atlanti-óceán északi részéhez tartozó Ír-, Északi- és Földközi-tengerek. Főbb állományai találhatók a Brit-szigetek, az Azori-szigetek, Norvégia és Szicília tengerpart menti vizeiben.

## Életmódja
Ez az élőlény inkább a partok közelében él, de 100 méteres mélységben is fellelhető. Kizárólag a tengervízben található meg. A kifejlett állat mindenevő, törmelékkel és elpusztult állatokkal táplálkozik.
A Collocheres elegans és Cancerilla tubulata nevű evezőlábú rákok élősködnek ezen a kígyókarúfajon.
Nyáron szaporodik.